# Круя
Круя (алб. Krujë або Kruja) — місто в Албанії з населенням близько 20 000 чоловік. Адміністративний центр округу Круя. Назва міста походить від алб. krua — джерело.

## Історія
У 1190 р. Круя стала столицею першого етнічно албанського державного формування — князівства Арберія (1190–1255), яке очолив Прогон. У XV ст. Круя — центр володінь клану Кастріоті.

## Відомі уродженці
- Скандербег (Георг Кастріоті) — національний герой Албанії.
- Мімоза Ахметі — албанська поетеса і письменниця.

## Пам'ятки

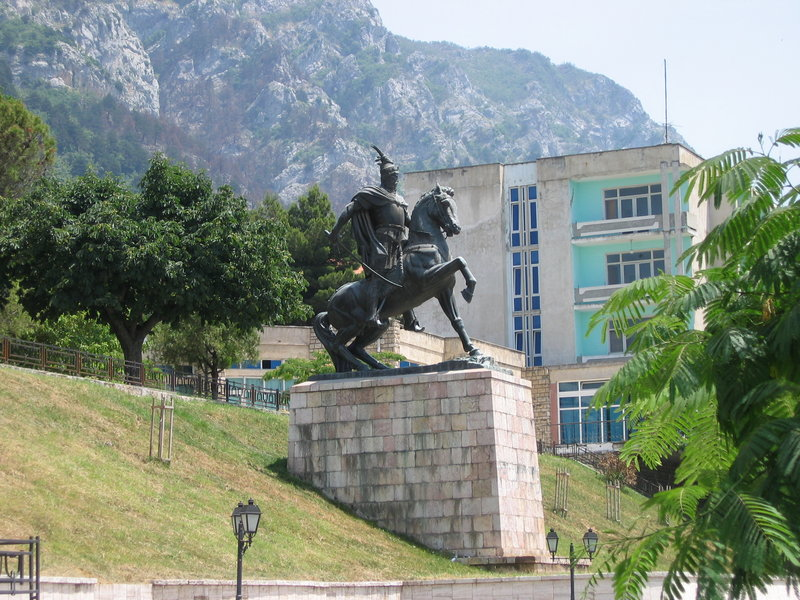
Пам'ятник Скандербегу
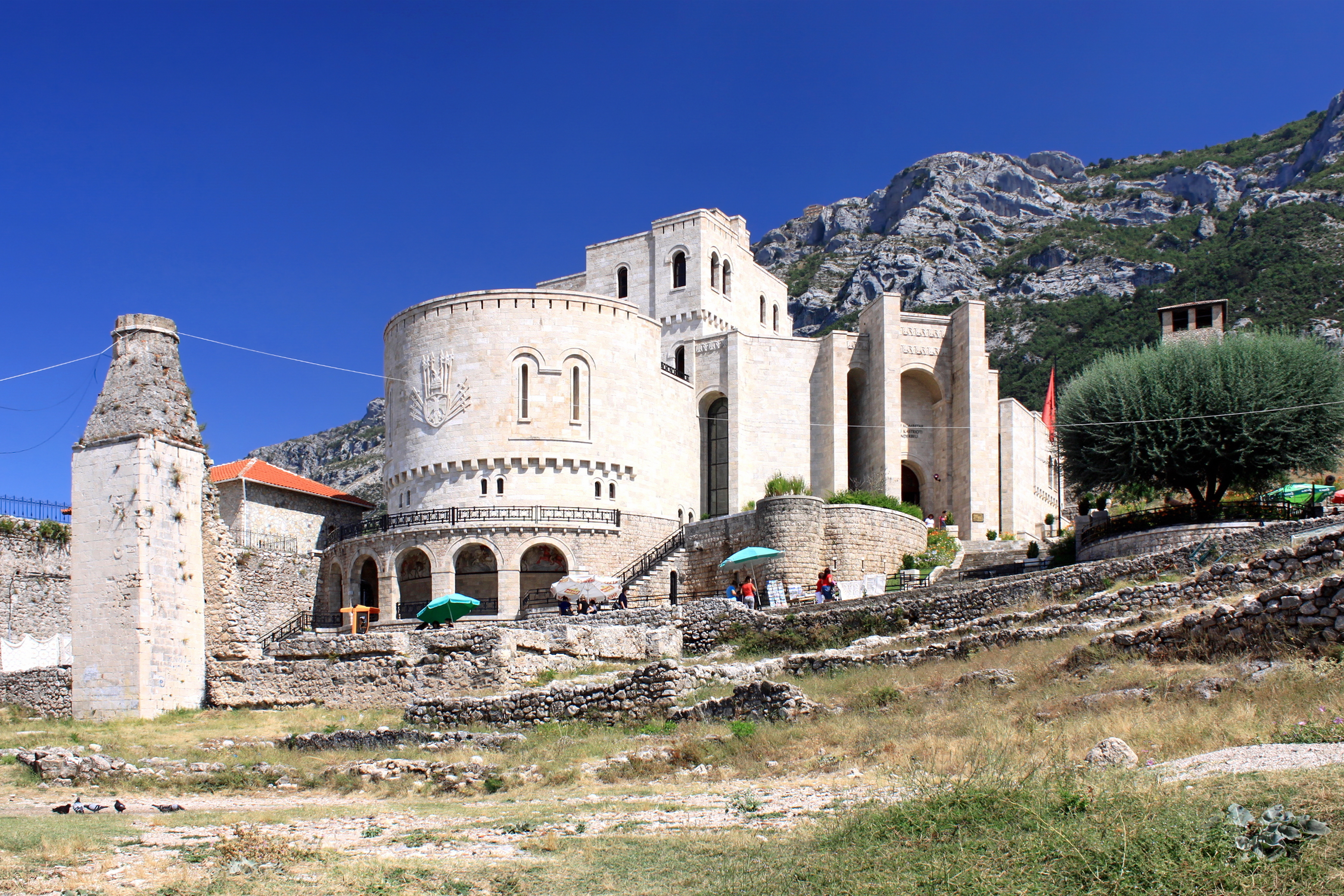
Фортеця та музей Скандербега